# 田中ひろみ
田中 ひろみ（たなか ひろみ）は、日本のイラストレーター、文筆家。大阪府堺市出身。埼玉県所沢市在住。

## 人物
大阪の国立病院付属看護学校を卒業して看護師となるが、イラストレーターを目指し上京後にセツ・モードセミナーを卒業。小嵐九八郎のアシスタントを経て、フリーのイラストレーターとなる。江戸文化、日本史、仏教など様々な分野にて単行本を出している。

## 主な作品

### 書籍
- 『ナマエの謎探偵団』（文化放送ブレーン）
- 『わたしがナースを辞めたわけ』（アスペクト）
- 『たなかひろみのだじゃれなどうぶつたち』（くもん出版）
- 『私がイラストレーターになれた理由』（アスペクト）
- 『うさぎちゃんのわくわく江戸散歩』（双葉社）
- 『ちいさな幸せ』（パロディー社）
- 『モールで作るマスコット』（ブティック社）
- 『東京江戸たんけんガイド』（PHP研究所）
- 『思わず話したくなる社名&商品名の謎』（日本文芸社）
- 『わたしがナースを辞めたわけ』（知恵の森文庫）
- 『私がイラストレーターになれた理由』（知恵の森文庫）
- 『最後のサムライ!新選組入門』（幻冬舎）
- 『夢をかなえる日々のコツ』（WAVE出版）
- 『B型男と幸せになる方法』（東洋経済新報社）
- 『アンデスメロンは安心です』（ぶんか社、2006年4月1日）
- 『仏像、大好き!』（小学館）
- 『年下の彼を手に入れる方法』（毎日コミュニケーションズ）
- 『だれでも描けるイラストはじめて帳』（MdN）
- 『プリンにしょう油でウニってホント?』（PHP研究所）
- 『B型に愛をこめて』（講談社）
- 『今すぐ始めたくなる夢をかなえる小さな習慣50』（講談社＋α文庫）
- 『拝んでしあわせ奈良の仏像１００』（西日本出版社）
- 『厄年女が幸せになる方法』（東洋経済新報社）
- 『ふらりおへんろ旅』（西日本出版社）
- 『美しき仏像』（ぶんか社）
- 『田中ひろみの勝手に仏像ランキング』（メディアイランド）
- 『クイズで入門　日本の仏像』（講談社＋α文庫）
- 『だじゃれでおぼえるマナーとルール／交通ルール編』（汐文社）
- 『だじゃれでおぼえるマナーとルール／学校のルール編』（汐文社）
- 『だじゃれでおぼえるマナーとルール／まちのルール編』（汐文社）
- 『田中ひろみの神社に行こう！　～イチからわかる参拝案内～』（講談社）
- 『おっぱいをつくる！』（マガジンハウス）
- 『江戸東京再発見 ぶらりスケッチ散歩』（東京堂出版）
- 『はとバスで東京散歩してきました』（新人物往来社）
- 『年下の彼を手に入れる方法』（マイナビ文庫）
- 『真言密教の聖地 高野山へ行こう! 』（JTBパブリッシング）
- 『会いに行きたい！ 日本の仏像』（講談社＋α文庫）
- 『神社・お寺のふしぎ100』（偕成社）
- 『心やすらぐ仏像なぞり描き』（池田書店）
- 『日本のほとけさまに甘える-たよれる身近な17仏-』（東邦出版）

### 電子書籍
- 『Ｂ型男と幸せになる方法』（東洋経済新報社）
- 『厄年女が幸せになる方法』（東洋経済新報社）
- 『田中ひろみの勝手に仏像ランキング』（メディアイランド）
- 『はとバスで東京散歩してきました<はとバスで東京散歩してきました』 (中経☆コミックス)
- 『田中ひろみの神社に行こう！　～イチからわかる参拝案内～』（講談社）
- 『真言密教の聖地 高野山へ行こう！』（JTBパブリッシング）
- 『プリンにしょう油でウニってホント？』（アドレナライズ）
- 『商品名の不思議な由来』（アドレナライズ）
- 『社名の不思議な由来』（アドレナライズ）

### 連載
- 『アロークロスファン』表紙（世界文化社）
- 『ドラムマガジン』（リットーミュージック）4コママンガ
- 『ベースマガジン』（リットーミュージック）
- 『ウーマンタイプ』（キャリアデザインセンター）
- 『赤ちゃんボンジュール』（アカチャンホンポ）
- 『看護系 高2My Vision』（ベネッセ）
- 『田中ひろみの仏像大好き！』（中日新聞プラス）

### 主な個展
- 1990「好き」（pin pointギャラリー）
- 1991「music」（ギャラリーMAYA）
- 1992「レトロ」（アートスペースRRR）
- 1994「やさしい空気」（ぎゃらりーTAKA）
- 2001「どうぶつらんど」（グラフィックギャラリー）、「ラブリー」（シーモアグラス）
- 2002「うさぎTV」（ギャラリー80）
- 2004「新撰組」（tray）
- 2005「幸せな時間」（マルプギャラリー）